# Toile de Jouy

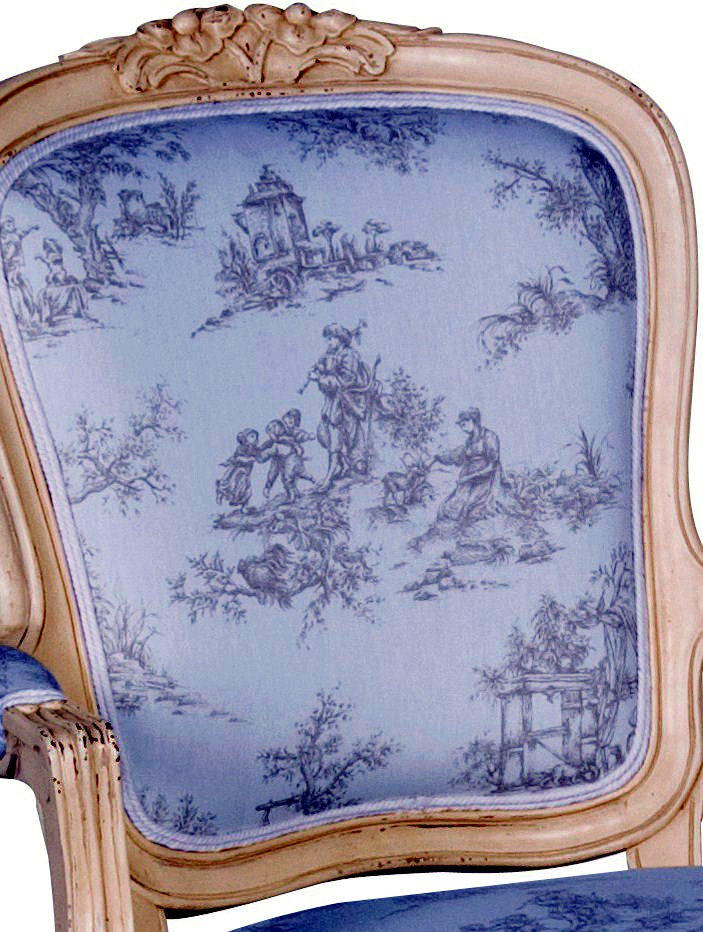
Respaldo de una silla con brazos tapizada con Toile de Jouy.

La toile de Jouy es un tejido de algodón tipo «indiana», pintado o estampado solamente por el anverso. Se puede considerar un tipo de chintz con diseños característicos de escenas pastoriles, en principio, en un solo color sobre fondo claro.
El diseño suele ser monocromático, en rojo, granate, violeta (o berenjena) sobre un fondo crudo o ahumado, también sobre otros colores degradados, rosa, azul claro o marino, verde claro u oscuro, incluso beis o gris. Algunas veces el patrón está invertido; esto es, el diseño en crudo o humo sobre un fondo fuertemente coloreado.
El nombre proviene de Jouy (actualmente Jouy-en-Josas, Francia), el lugar donde Christophe-Philippe Oberkampf, en 1760, estableció una «real fábrica» de estas telas por su proximidad con Versalles y por la disponibilidad de un curso de agua, el río Bièvre, indispensable en la manufactura de un tejido estampado.
La toile de Jouy se utiliza básicamente para decoración, cortinas, tapicerías... Los motivos decorativos de la toile de Jouy se utilizan también en papel pintado para decorar paredes o en accesorios de vestir como delantales, foulards, chales, echarpes...

## Historia

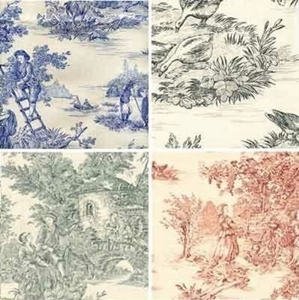
Ejemplos de toile de Jouy en diversos colores.

Desde la segunda mitad del siglo XVI, los comerciantes portugueses y holandeses importaban, de la India, tejidos de algodón con estampados brillantes, como el chintz. La aceptación y popularidad de estas «indianas» hacía peligrar la industria textil francesa y provocó que en tiempo de Luis XIV, en 1686, se prohibiera la importación y fabricación de indianas.
Cuando en 1759 se levanta la prohibición, el industrial alemán Oberkampf se instala en Francia y las telas procedentes de su manufactura son rápidamente aceptadas por la nobleza y la alta burguesía. En 1783, el rey Luis XVI le concede el título de «real fábrica».
La toile de Jouy y otras indianas llegan a España a través de Francia. Se fabricaban con éxito en Cataluña cuya primera fábrica de indianas data de 1736.

## Evolución
La toile de Jouy se hizo popular en las colonias británicas de Norteamérica a finales del siglo XVIII, antes y después de su independencia. En Williamsburg se conserva una área histórica con diversos edificios restaurados que presentan decoración en toile de Jouy. La restauración tuvo lugar en la década de los 30 del siglo XX y produjo una repopularización de la toile de Jouy en los Estados Unidos. Igualmente ocurrió en la década de los 70, debido a la celebración del Bicentenario de los Estados Unidos.
Los motivos de los tejidos, como parte integrante de la moda, influyen sobre otros ámbitos de la cultura, como la cerámica. Así, existen varios ejemplos: el chintz, las chinoiseries... También la toile de Jouy ha dejado su impronta en la cerámica inglesa, la mayólica de Delft o en la fabricada en La Cartuja de Sevilla.

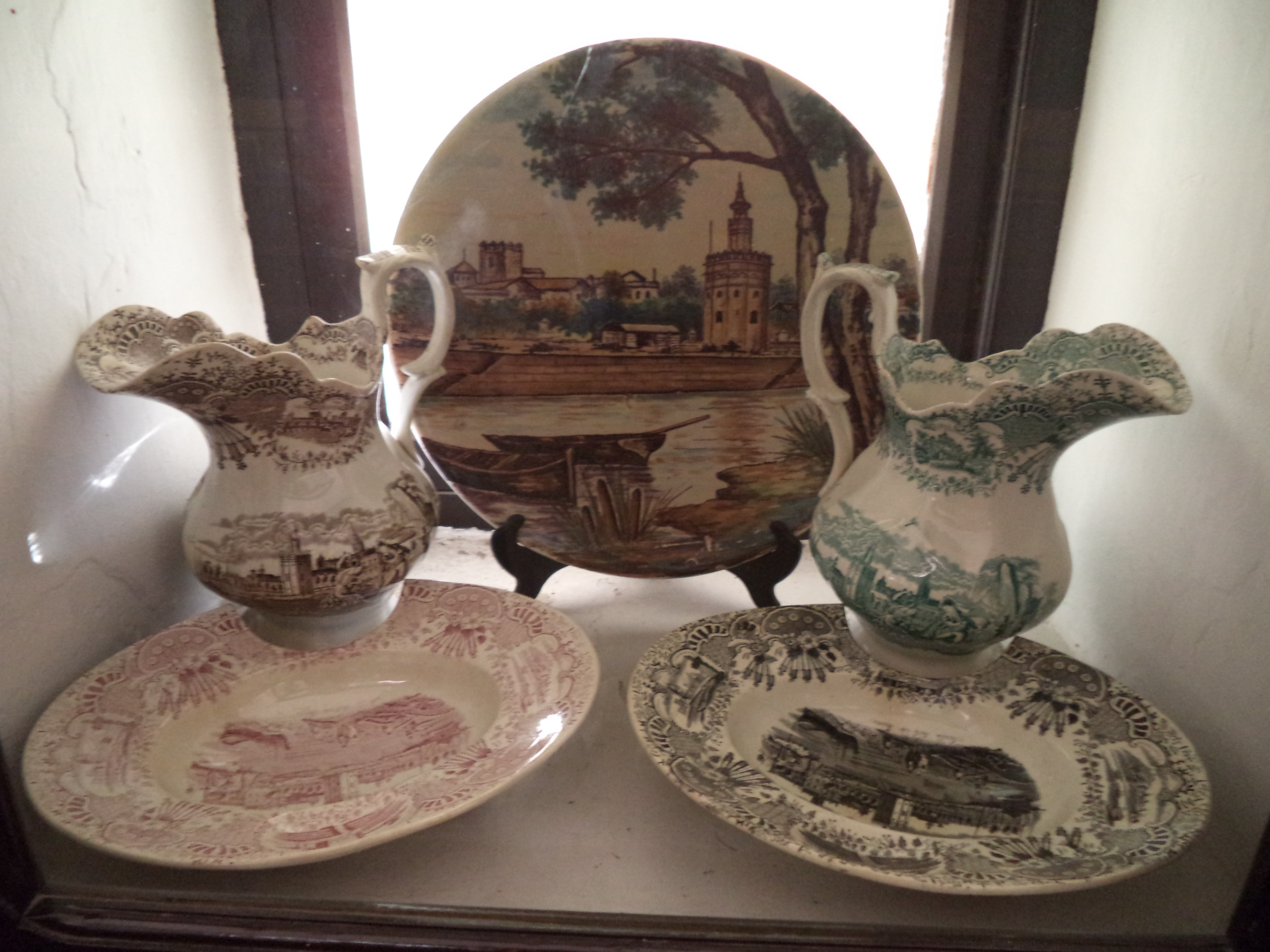
Cerámica de La Cartuja de Sevilla.
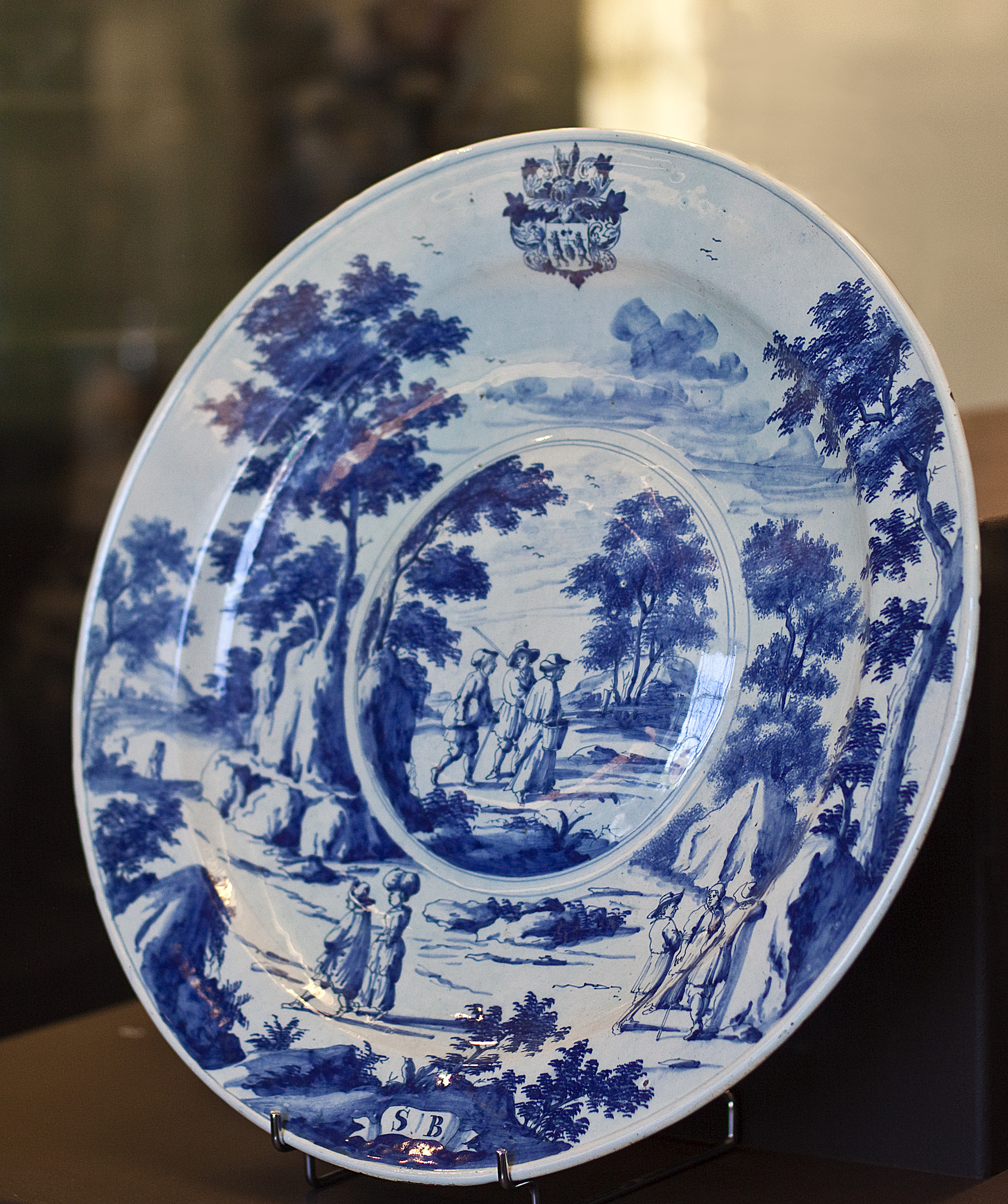
Cerámica de Delft (Países Bajos).
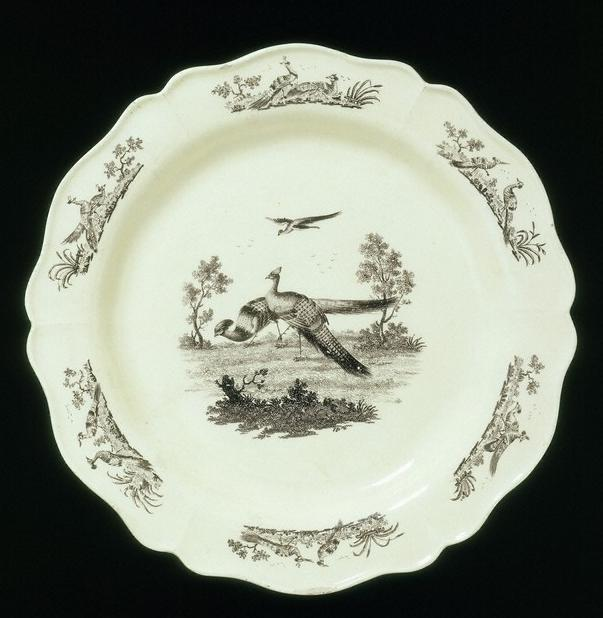
Plato de cerámica inglesa de Wedgwood.